# Edvard Valpas-Hänninen
Edvard Valpas-Hänninen, född 6 september 1873 i Saarijärvi, död 11 januari 1937 i Helsingfors, var en finländsk journalist och politiker.
Han gick sju år i lyceum i Vasa och därefter några år i murarlära i Helsingfors. År 1899 inträdde han i redaktionen för Työmies. Som chefredaktör för denna tidning från 1901 och 1918 och som det socialdemokratiska partiets ordförande mellan 1906 och 1909 hade Valpas-Hänninen ett stort inflytande på den socialdemokratiska politikens utformning. Efter 1900-talets första decennium började hans stjärna dala, och vid finska inbördeskrigets utbrott övergavs Valpas-Hänninen av Otto Ville Kuusinen, Kullervo Manner och andra s.k. novembersocialister. Därmed var han ute ur leken. 
Valpas-Hänninen var en ortodox marxist i Karl Kautskys anda, som höll fast vid doktrinen att samhället måste förändras genom interna krafters spel. Utvecklingen fick inte påskyndas men inte heller förhindras. Trots att han inte varit med i kriget 1918 ansågs hans aggressiva tonfall i pressen ha medverkat till upprorsandans uppkomst. Han förde ett så våldsamt språk i Työmies att några måttfulla i den socialdemokratiska partiledningen, bland dem Oskari Tokoi, i samband med Storstrejken 1917 och mordet på kontoristen Gunnar Nyberg i den helsingforsiska stadsdelen Malm, bildade en anti-Valpasgrupp.
Han flydde till Sovjetryssland, och vid återkomsten till Finland dömdes han till livstids fängelse. Han benådades emellertid 1924. Under tiden i Petrograd hade han varit redaktör för Vapaus, där han hade behandlat frågan om möjligheterna att samarbeta med de vita i Finland. Därför hade han avpolleterats av bolsjevikerna. 
Därefter var Valpas-Hänninen litterär sekreterare vid Finlands Fackförbunds Centralorganisation (FFC).